# IC 1552
IC 1552 ist eine Spiralgalaxie vom Hubble-Typ Sc im Sternbild Fische auf der Ekliptik. Sie ist rund 257 Millionen Lichtjahre von der Milchstraße entfernt.
Entdeckt wurde das Objekt am 23. November 1897 von Stéphane Javelle.